# درخت‌ها و گل‌ها
«درخت‌ها و گل‌ها» (به انگلیسی: Trees and Flowers) ترانه‌ای ترانه‌ای گروهٔ اسکاتلندی استرابری سوئیچ‌بلید می‌باشد. این ترانه نخستین تک‌آهنگ آن‌ها در سال ۱۹۸۳ بود و نسخهٔ دمو منتشر شدهٔ پس از آن به یکی از محبوب‌ترین ترانه‌های این گروه تبدیل شده‌است.